# Colmenarejo (Málaga)
Colmenarejo es un barrio del extrarradio de la ciudad andaluza de Málaga (España), situado en el distrito de Campanillas. Se trata de un núcleo de población totalmente aislado, rodeado de huertas y campos de la vega del río Campanillas. Viene siendo como una pequeña aldea.

## Transporte público
En autobús queda conectado mediante las siguientes líneas de la EMT: 
| Línea | Trayecto                 | Recorrido | Frecuencia |
| ----- | ------------------------ | --------- | ---------- |
| 28    | Santa Águeda - Los Núñez | Recorrido | 85 minutos |

Y la siguiente línea adscrita al Consorcio de Transporte Metropolitano del Área de Málaga:
| Línea | Trayecto                  | Recorrido y horarios | Plano |
| ----- | ------------------------- | -------------------- | ----- |
| M-150 | Málaga-Barriada Los Núñez | Recorrido y horarios | Plano |